# Totalvægt
Totalvægt bruges normalt i forbindelse med biler.
Bilens egenvægt plus bilens læs er tilsammen totalvægten.
Visse steder er der med færdselstavler angivet at køretøjer over en vis totalvægt ikke må benyttes. Dette kan enten angive den faktiske totalvægt – f.eks. over en svag bro el. lign. – eller det kan angive den tilladte totalvægt – typisk et område hvor man vil lede lastbiler og busser udenom af hensyn til nærmiljøet eller vejenes beskaffenhed.
En af de "magiske" vægtgrænser er 3.500 kg tilladt totalvægt, der er skillelinjen for om man skal have lille eller stort kørekort for at føre køretøjet.
På køretøjer der er beregnet til godstransport skal der på siden være angivet lasteevne (L) og tilladt totalvægt (T). På busser skal der desuden være angivet det tilladte passagerantal fordelt på sidde- og ståpladser.

## Tommelfingerregel
Som tommelfingerregel siger man for køretøjer over 3.500 Kg at
- 2 aksler tillader 18 tons
- 3 aksler tillader 24 tons
- 4 aksler tillader 29,5 eller 32 tons, afhængig af om det er en foraksel + tre bagaksler, eller om det er to foraksler og to bagaksler.

### Ændringer
Den 1. juli 2011 blev der tilladt ændrede totalvægte for 3- og 4-akslede køretøjer, så vægtgrænserne følger reglerne i andre EU lande.
- 3 aksler tillader 26 tons
- 4 aksler tillader 32 tons

Den tilladte vogntogsvægt blev samtidig forhøjet fra 48 til 56 tons, dog under forudsætning af, at vogntoget har 7 aksler.